# Kirsten Aagaard Hansen
Kirsten Dorothea Aagaard Hansen, född 1850, död 1902, var en norsk lärare och författare, tillika psalmförfattare. Hansen finns representerad i Den svenska psalmboken 1986 med två psalmer (nr 232 och 301).
Hon var dotter till Christian August Aagaard Hansen, lärare i Moss, senare rektor vid Horten høyere allmennskole, sockenpräst i Berg i Troms och slutligen sockenpräst i Vikedal i Ryfylke i Rogaland. Kirsten fick en god utbildning och behärskade engelska, tyska, franska och latin.
Hon påverkades av en väckelserörelse grundad av Lars Oftedal, och inom denna kom hon att dikta och översätta psalmer.

## Psalmer
- Frälsare, du som äger läkedomen (nr 232), 1877
- Hur ljuvligt det är att möta (nr 301), 1871